# Bledius kutsae
Bledius kutsae är en skalbaggsart som beskrevs av Kangas 1937. Bledius kutsae ingår i släktet Bledius, och familjen kortvingar. Arten är reproducerande i Sverige.